# Мала Талда
Мала Талда́ (рос. Малая Талда) — присілок у складі Прокоп'євського округу Кемеровської області, Росія.

## Населення
Населення — 126 осіб (2010; 175 у 2002).
Національний склад (станом на 2002 рік):
- росіяни — 99 %